# Frédéric Subra
Frédéric Subra, né le 11 janvier 1861 à Mercus-Garrabet (Ariège), où il est mort le 1er octobre 1935, est un militant syndicaliste des PTT du début du XXe siècle.

## Biographie
Commis dans les services "ambulants" ferroviaires des Postes, il est dès sa fondation en 1900, un des dirigeants de l'A.G. des agents des PTT, qui tient lieu de syndicat. Il est également un des responsables du Comité de défense pour le droit syndical, qui lutte pour obtenir que ce droit, reconnu en 1884 par la loi Waldeck-Rousseau, s'applique à la fonction publique.

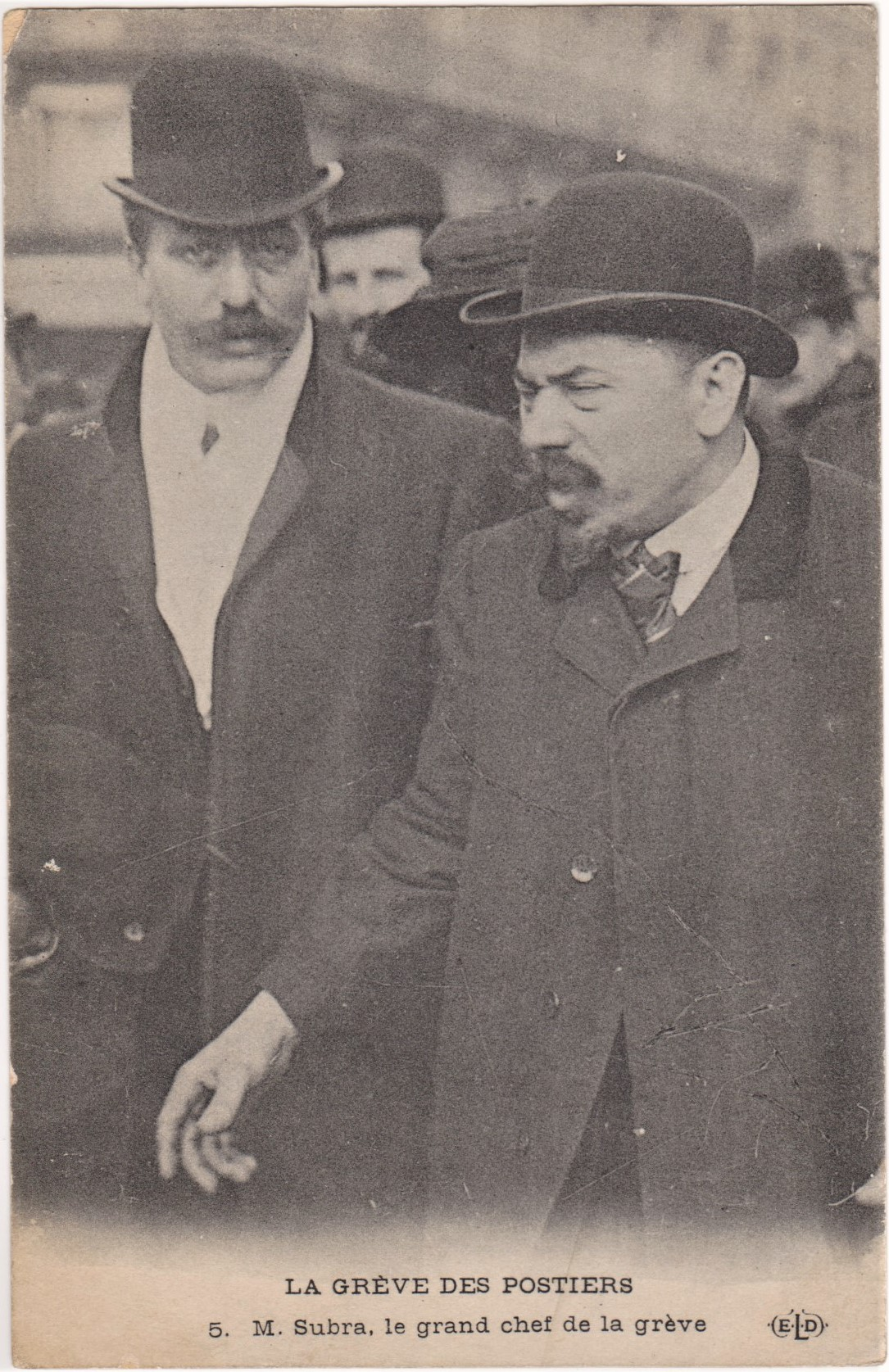
Frédéric Subra durant les grèves des postiers de 1909.

Dirigeant de "brigade" aux ambulants, il est lors des grèves de 1909 un des leaders nationaux du mouvement. À cette occasion, il figure sur une carte postale produite lors de ces événements par l'éditeur E.L.D., sous le titre : « M. Subra, le grand chef de la grève ». De même, il est l'un des 14 "camarades" postiers dont le commis des Postes Denis Morer dessine les traits pour la publication d'une série de cartes postales, vendue au profit des révoqués de mai 1909.
Après sa mise à la retraite, candidat socialiste en 1919 (tête de liste) aux élections législatives, dans son département natal, il est maire de Mercus-Garrabet de décembre 1919 à sa mort, en octobre 1935. Rallié un temps au Parti communiste français, il rejoint la "vieille maison" SFIO.

## Sources
- Notice « SUBRA Frédéric », in Dictionnaire biographique du mouvement ouvrier français.
- Christian Henrisey, Postiers en grèves, 1906- 1909, Éditions Entraide PTT Sud-Est, Paris, 1995[2].
- Pierre Jalabert, Rémy Plagne, Trésors des Postes et Télégraphes, PTT-cartophilie éditeur, Paris, 1991.
- Jean Duran, Rémy Plagnes, L'Époque héroïque des bureaux de poste ambulants, Comité d'entraide des PTT de la ligne de l'Ouest, Paris, 1983[3]